# Alice Englert
Alice Englert (Sydney, 15 juni 1994) is een Australische actrice. Ze speelde onder andere in de televisieseries Beautiful Creatures en Them That Follow.

## Jeugd en opleiding
Englert werd geboren in Sydney, Australië op 15 juni 1994. Ze is de dochter van de Nieuw-Zeelandse filmmaker Jane Campion en de Australische filmmaker Colin Englert. Haar grootouders zijn actrice Edith Campion en theaterregisseur Richard Campion. Englert groeide op in Sydney en verschillende andere locaties waar haar ouders haar heen brachten. Ze ging naar scholen in Australië, Nieuw-Zeeland, New York, Rome, Londen en andere plekken in Engeland zoals de Sibford School, een Quaker school in Oxfordshire. Haar ouders scheidden toen Englert zeven jaar oud was. Ze verliet vervroegd haar laatste school om een acteercarrière te kunnen starten.

## Carrière
Englert maakte haar filmdebuut op elfjarige leeftijd in de film Listen, gevolgd door een rol in de korte film The Water Diary van haar moeder op twaalfjarige leeftijd. Englert's volgende rol was in de science-fiction- en romantische film The Lovers die werd uitgebracht tijdens het Filmfestival van Cannes in 2013. In 2016 werd dezelfde film onder de naam Time Traveller op dvd uitgebracht. In 2012 verscheen Englert in de film Ginger & Rosa. Een jaar later had ze tevens een rol in de low-budget horrorfilm In Fear en de bovennatuurlijke romantische film Beautiful Creatures, gebaseerd op de gelijknamige roman. "Needle and Thread", een lied geschreven en gezongen door Englert werd uitgebracht als soundtrack van de film. In een interview onthulde Englert dat ze het nummer had opgenomen in een badkamer in het Warehouse District in New Orleans. Englert had in 2020 een rol in de televisieserie Ratched op Netflix als verpleegkundige Dolly.

## Filmografie

### Films
| Jaar | Film                 | Rol            | Opmerking                                       |
| ---- | -------------------- | -------------- | ----------------------------------------------- |
| 2008 | 8                    | Ziggy          | Segment: "The Water Diary"                      |
| 2008 | Flame of the West    | Casey          | Korte film                                      |
| 2012 | Ginger & Rosa        | Rosa           |                                                 |
| 2013 | Beautiful Creatures  | Lena Duchannes |                                                 |
| 2013 | In Fear              | Lucy           |                                                 |
| 2013 | The Lovers           | Dolly          | Ook bekend als Time Traveller                   |
| 2015 | The Boyfriend Game   |                | Korte film Schrijver                            |
| 2016 | The Rehearsal        | Thomasin       |                                                 |
| 2017 | Family Happiness     | Fiona          | Korte film Schrijver en regisseur               |
| 2019 | Them That Follow     | Mara Childs    |                                                 |
| 2021 | Body Brokers         | Opal           |                                                 |
| 2021 | The Power of the Dog | Buster         |                                                 |
| 2022 | You Won't Be Alone   | Biliana        |                                                 |
| 2023 | Bad Behaviour        | Dylan          | Speelfilm Ook regisseur, schrijver en componist |

### Televisie
| Jaar | Serie                         | Rol                           | Extra                        |
| ---- | ----------------------------- | ----------------------------- | ---------------------------- |
| 2014 | New Worlds                    | Hope Russell                  | Hoofdrol; 4 afl.             |
| 2015 | Jonathan Strange & Mr Norrell | Dame Emma Pole                | Hoofdrol; 7 afl.             |
| 2017 | Top of the Lake               | Mary Edwards                  | Hoofdrol (seizoen 2); 6 afl. |
| 2020 | Ratched                       | Dolly                         | Terugkerende rol, 6 afl.     |
| 2021 | The Serpent                   | Teresa Knowlton               | Miniserie, 3 afl.            |
| 2022 | Dangerous Liaisons            | Camille, Marquise de Merteuil | Hoofdrol, 8 afl.             |
| 2024 | Exposure                      | Jacs Gould                    | Miniserie, hoofdrol          |